# Nuoto ai Giochi della XXIII Olimpiade - 1500 metri stile libero maschili
Hanno partecipato alle batterie di qualificazione 28 atleti: i primi 8 si sono qualificati per la finale.

## Record
Prima di questa competizione, il record del mondo (WR) e il record olimpico (OR) erano i seguenti.
|  | 14'54"76 | Vladimir Sal'nikov Unione Sovietica | 22 febbraio 1983 Mosca, Unione Sovietica |
|  | 14'58"27 | Vladimir Sal'nikov Unione Sovietica | 22 luglio 1980 Mosca, Unione Sovietica   |

Durante l'evento non sono stati migliorati record.

## Batterie di qualificazione
| Pos | Batteria | Corsia | Atleta               | Nazione                 | Tempo    | Note             |
| --- | -------- | ------ | -------------------- | ----------------------- | -------- | ---------------- |
| 1   | 3        | 4      | Michael Jon O'Brien  | Stati Uniti             | 15'21"04 | Q                |
| 2   | 2        | 4      | Stefan Pfeiffer      | Germania Ovest          | 15'21"95 | Q                |
| 3   | 3        | 3      | Stefano Grandi       | Italia                  | 15'22"49 | Q                |
| 4   | 4        | 4      | George DiCarlo       | Stati Uniti             | 15'22"88 | Q                |
| 5   | 4        | 5      | Rainer Henkel        | Germania Ovest          | 15'23"60 | Q                |
| 6   | 4        | 2      | David Shemilt        | Canada                  | 15'24"78 | Q                |
| 7   | 3        | 6      | Wayne Shillington    | Australia               | 15'25"67 | Q                |
| 8   | 2        | 6      | Franck Iacono        | Francia                 | 15'27"27 | Q                |
| 9   | 1        | 5      | Justin Lemberg       | Australia               | 15'29"74 |                  |
| 10  | 2        | 3      | Carlos Scanavino     | Uruguay                 | 15'29"78 | Record nazionale |
| 11  | 1        | 4      | Rafael Escalas       | Spagna                  | 15'30"09 |                  |
| 12  | 4        | 3      | David Stacey         | Gran Bretagna           | 15'30"10 |                  |
| 13  | 1        | 2      | Bernard Volz         | Canada                  | 15'31"38 |                  |
| 14  | 1        | 6      | Mike Davidson        | Nuova Zelanda           | 15'35"43 |                  |
| 15  | 2        | 5      | Borut Petrič         | Jugoslavia              | 15'36"44 |                  |
| 16  | 3        | 5      | Darjan Petrič        | Jugoslavia              | 15'39"79 |                  |
| 17  | 1        | 3      | Marcelo Jucá         | Brasile                 | 15'43"80 |                  |
| 18  | 4        | 6      | Juan Enrique Escalas | Spagna                  | 15'44"85 |                  |
| 19  | 4        | 7      | Marc Van De Weghe    | Belgio                  | 15'45"50 |                  |
| 20  | 2        | 2      | Alejandro Lecot      | Argentina               | 15'49"94 |                  |
| 21  | 3        | 7      | Stuart Willmott      | Gran Bretagna           | 15'57"79 |                  |
| 22  | 3        | 2      | Anders Holmertz      | Svezia                  | 16'11"38 |                  |
| 23  | 3        | 1      | Wu Ming-hsun         | Taipei cinese           | 16'14"40 |                  |
| 24  | 2        | 1      | William Wilson       | Filippine               | 16'24"81 |                  |
| 25  | 1        | 7      | Lin Chun-hong        | Taipei cinese           | 16'44"94 |                  |
| 26  | 2        | 7      | Scott Newkirk        | Isole Vergini Americane | 16'50"55 |                  |
| 27  | 1        | 1      | Julian Bolling       | Sri Lanka               | 17'16"92 |                  |
| -   | 4        | 1      | Ahmet Nakkaş         | Turchia                 | dns      |                  |

## Finale A
| Pos     | Corsia | Atleta              | Nazione        | Tempo    | Note |
| ------- | ------ | ------------------- | -------------- | -------- | ---- |
| Oro     | 4      | Michael Jon O'Brien | Stati Uniti    | 15'05"20 |      |
| Argento | 6      | George DiCarlo      | Stati Uniti    | 15'10"59 |      |
| Bronzo  | 5      | Stefan Pfeiffer     | Germania Ovest | 15'12"77 |      |
| 4       | 2      | Rainer Henkel       | Germania Ovest | 15'20"03 |      |
| 5       | 8      | Franck Iacono       | Francia        | 15'26"96 |      |
| 6       | 3      | Stefano Grandi      | Italia         | 15'28"58 |      |
| 7       | 7      | David Shemilt       | Canada         | 15'31"28 |      |
| 8       | 1      | Wayne Shillington   | Australia      | 15'38"18 |      |